# Andiva ivantsovi
Andiva ivantsovi é um fóssil Ediacarano, presumivelmente um animal triblástico bilateral. O primeiro espécime de A. ivantsoni foi descoberto em 1977, na seção Ediacarana dos depósitos siliciclásticos da formação Ust’-Pinega, na região de Arkhangelsk, na Costa de Inverno do Mar Branco, na Rússia. O espécime foi inicialmente identificado como um fragmento de uma grande Dickinsonia elongata. Após nova coleta de espécimes, em 1994, foi descrito como uma nova espécie, em um novo gênero por Mikhail Fedonkin, em 2002. Andiva viveu cerca de 555 milhões de anos atrás. Fósseis de Andiva também ocorrem no sul da Austrália. Todos os fósseis conhecidos de Andiva são moldes externos.

## Taxonomia

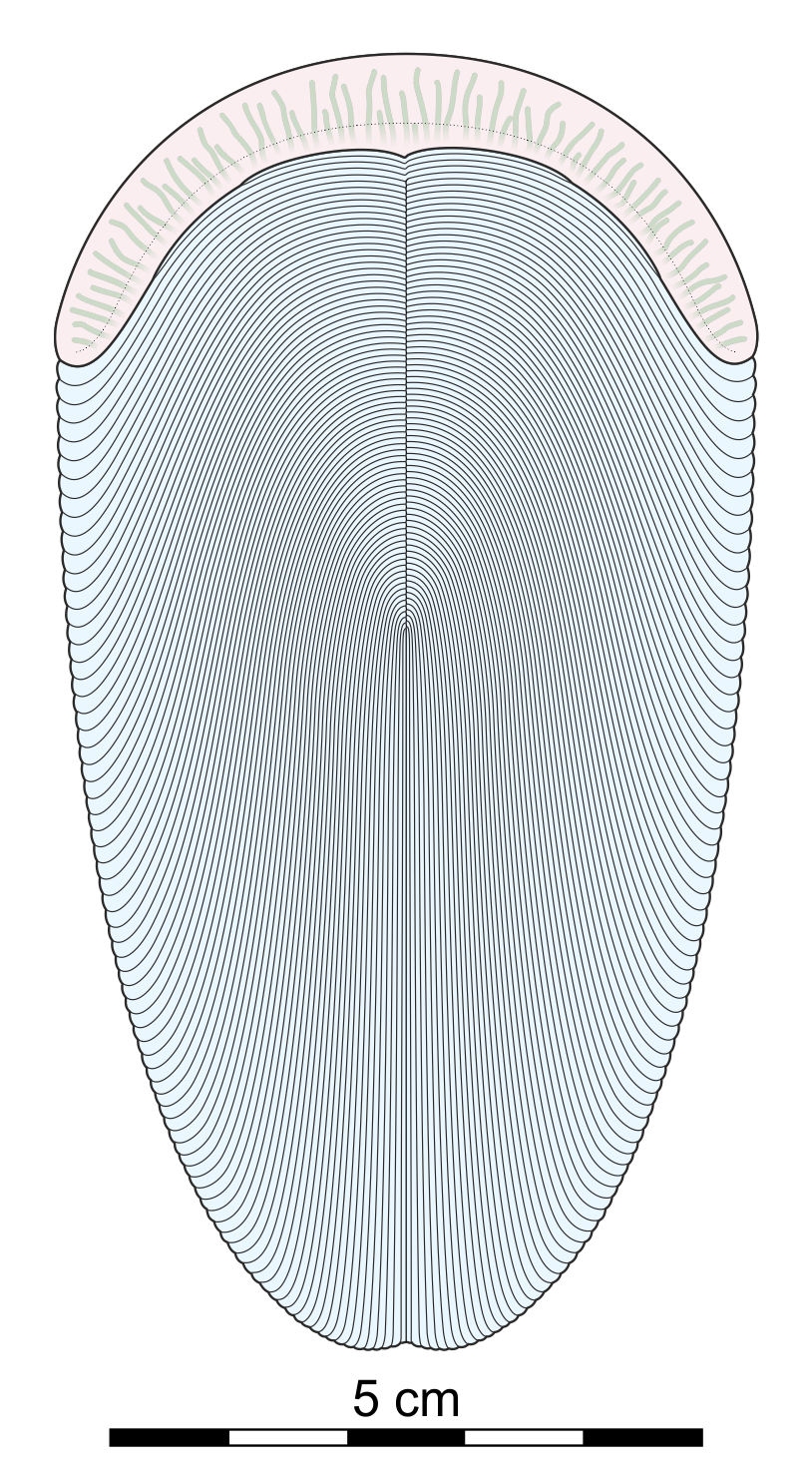
Esboço de A. ivantsovi

### Morfologia
A. ivantsovi tem entre 6 a 10 cm de comprimento e 4 a 5,5 cm de largura. É perfeitamente bilateral, com uma carapaça tipo escudo, alongada, com a parte anterior larga e a posterior estreita. Sua franja anterior é lisa e seguida por uma superfície extensa coberta por estrias finas e uma sutura. Regularmente espaçadas em ambos os lados da estreita crista medial, a sutura e as estrias se dobram paralelamente à franja anterior em forma de ferradura. A curvatura das estrias muda anteroposteriormente de quase transversal, arqueada e paralela à anterior, longitudinal e paralela à crista medial. A largura de uma estria individual, uniforme ao longo de seu comprimento, aumenta ligeiramente em sua extremidade distal, dobrando as partes distais das estrias em um grau crescente em direção à extremidade anterior para fazer estruturas semelhantes a ganchos nos lados laterais da carapaça.

### Associação
Andiva é encontrado freqüentemente junto com outros gêneros da biota Ediacarana, como Dickinsonia, Yorgia, Kimberella, Brachina, Parvancorina, Tribrachidium e outros.

### Filogenética
Morfologicamente, Andiva lembra mais Ovatoscutum, Chondroplon e, mais distante, Dickinsonia, como parte do proposto filo Proarticulata. Archaeaspinus e Cyanorus também foram comparados a ele.
Jerzy Dzik inclui Andiva nos Dipleurozoa (Harrington et Moore, 1955), com Chondroplon como parente mais próximo, separado de Dickinsonia e mais próximo de Yorgia, Praecambridium, Archaeaspinus e Vendia, uma vez que todos eles compartilham uma câmara medial dorsal dextralmente dobrada.
|  | Spriggina                                                                                             |
|  | |
|  | \| \| Yorgia, Praecambridium, Archaeaspinus, Vendia \| \| \| \| \| \| Chondroplon, Andiva \| \| \| \| |
|  | |
|  | Yorgia, Praecambridium, Archaeaspinus, Vendia                                                         |
|  | |
|  | Chondroplon, Andiva                                                                                   |
|  | |

|  | Yorgia, Praecambridium, Archaeaspinus, Vendia |
|  |                                               |
|  | Chondroplon, Andiva                           |
|  |                                               |

|  | Spriggina                                                                                             |
|  | |
|  | \| \| Yorgia, Praecambridium, Archaeaspinus, Vendia \| \| \| \| \| \| Chondroplon, Andiva \| \| \| \| |
|  | |
|  | Yorgia, Praecambridium, Archaeaspinus, Vendia                                                         |
|  | |
|  | Chondroplon, Andiva                                                                                   |
|  | |

|  | Yorgia, Praecambridium, Archaeaspinus, Vendia |
|  |                                               |
|  | Chondroplon, Andiva                           |
|  |                                               |

|  | Spriggina                                                                                             |
|  | |
|  | \| \| Yorgia, Praecambridium, Archaeaspinus, Vendia \| \| \| \| \| \| Chondroplon, Andiva \| \| \| \| |
|  | |
|  | Yorgia, Praecambridium, Archaeaspinus, Vendia                                                         |
|  | |
|  | Chondroplon, Andiva                                                                                   |
|  | |

|  | Yorgia, Praecambridium, Archaeaspinus, Vendia |
|  |                                               |
|  | Chondroplon, Andiva                           |
|  |                                               |

|  | Spriggina                                                                                             |
|  | |
|  | \| \| Yorgia, Praecambridium, Archaeaspinus, Vendia \| \| \| \| \| \| Chondroplon, Andiva \| \| \| \| |
|  | |
|  | Yorgia, Praecambridium, Archaeaspinus, Vendia                                                         |
|  | |
|  | Chondroplon, Andiva                                                                                   |
|  | |

|  | Yorgia, Praecambridium, Archaeaspinus, Vendia |
|  |                                               |
|  | Chondroplon, Andiva                           |
|  |                                               |